# 행정경찰

행정경찰(行政警察, 독일어: Verwaltungspolizei)은 독일, 프랑스의 행정법학상 발달한 개념의 하나이다. 경찰 서비스의 내부적 행정뿐 아니라 다른 국가가 순수 시민 기관에 의해 수행되었던 수많은 행정 기능들까지 책임진다. 형사소송법상의 규정에 의해서 행사되는 사법경찰과는 구별된다. 또 좁은 뜻으로는 그 가운데서 집회, 결사선거 등을 취급하는 치안경찰과도 구별되는 위생·교통·산업경찰을 말한다.